# Jolanta Hibner
Jolanta Emilia Hibner z domu Drutowska (ur. 26 stycznia 1951 w Ząbkach) – polska polityk i inżynier, posłanka na Sejm V, VI i VIII kadencji (2005–2009, 2015–2019), posłanka do Parlamentu Europejskiego VII kadencji (2009–2014), senator X i XI kadencji (od 2019).

## Życiorys
Córka Bronisława i Józefy. W 1975 ukończyła studia na Wydziale Inżynierii Sanitarnej i Wodnej Politechniki Warszawskiej. Od 1976 pracowała jako starszy asystent projektanta, następnie była specjalistą w Generalnej Dyrekcji Budownictwa Hydrotechnicznego i Rurociągów Energetycznych „ENERGOPOL” Warszawa. Od 1990 była zatrudniona na stanowiskach naczelników w warszawskich urzędach. W latach 1994–2002 była radną m.st. Warszawy, działała w AWS i SKL.
W 2001 wstąpiła do Platformy Obywatelskiej, z listy której w wyborach parlamentarnych w 2005 została wybrana na posła V kadencji w okręgu warszawskim. W wyborach w 2007 po raz drugi uzyskała mandat poselski, otrzymując 6816 głosów. W 2009 wybrano ją na deputowaną do Parlamentu Europejskiego w okręgu mazowieckim. W 2014 nie ubiegała się o reelekcję.
W 2015 wystartowała w wyborach parlamentarnych jako liderka listy wyborczej PO w okręgu siedleckim. Otrzymała 12 899 głosów, uzyskując tym samym mandat posła na Sejm VIII kadencji. Została członkinią sejmowej Komisji do Spraw Energii i Skarbu Państwa oraz Komisji Ochrony Środowiska, Zasobów Naturalnych i Leśnictwa. W 2019 bez powodzenia kandydowała ponownie do PE.
W wyborach w 2019 została wybrana w skład Senatu X kadencji. Kandydowała z ramienia Koalicji Obywatelskiej w okręgu nr 40, otrzymując 146 318 głosów. W wyborach w 2023 z powodzeniem ubiegała się o senacką reelekcję (z wynikiem 171 541 głosów).

## Wyniki w wyborach ogólnopolskich
| Wybory | Komitet wyborczy                  | Komitet wyborczy      | Organ                            | Okręg            | Wynik          |
| ------ | --------------------------------- | --------------------- | -------------------------------- | ---------------- | -------------- |
| 2005   |                                   | Platforma Obywatelska | Sejm V kadencji                  | nr 19            | 3512 (0,46%)   |
| 2007   | Sejm VI kadencji                  | Platforma Obywatelska | 6816 (0,59%)                     | nr 19            |                |
| 2009   | Parlament Europejski VII kadencji | Platforma Obywatelska | nr 5                             | 45 417 (11,70%)  |                |
| 2015   | Sejm VIII kadencji                | Platforma Obywatelska | nr 18                            | 12 899 (3,44%)   |                |
| 2019   |                                   | Koalicja Obywatelska  | Parlament Europejski IX kadencji | nr 5             | 13 708 (1,61%) |
| 2019   | Senat X kadencji                  | Koalicja Obywatelska  | nr 40                            | 146 318 (51,52%) |                |
| 2023   | Senat XI kadencji                 | Koalicja Obywatelska  | nr 40                            | 171 541 (48,23%) |                |

## Odznaczenia
W 2005 została wyróżniona Srebrnym Medalem za Zasługi dla Policji.